# Акатитлан
19°33′09″ пн. ш. 99°10′24″ зх. д. / 19.55258333° пн. ш. 99.17333333° зх. д.
Акатитлан  (науатль: «місце серед очерету»; ісп. Santa Cecilia Acatitlán) — археологічна зона ранньої ацтекської культури, розташована в містечку Санта-Сесілія, в муніципалітеті Тлальнепантла-де-Баз, штат Мехіко, близько 10 км на північний захід від Мехіко. У доіспанські часи він був розташований на північно-західному березі великого озера Тескоко.

## Історія
Це поселення було пов'язане з Тенаюкою, політичним і релігійним центром того часу; два місця приблизно 3 км один від одного. Разом з Тенаюкою, він був пізніше приєднаний до Мексики і став частиною озерної культури долини Мексики під владою Теночтітлану, до приходу конкістадорів у 1521 році. Після завоювання Мексики Акатитлан почав занепадати, і місто, як і багато інших мезоамериканських споруд, було розібрано, його камінь став основою церков, будинків і пам'ятників нового міста.

## Археологічна пам'ятка
Наразі зберігся лише один чотирикутний підвал, який міг бути однією з основних конструкцій об'єкта. Він складається з великих сходів, що ведуть до храму. Як і Тенаюка, вважається, що храм був присвячений поклонінню Вїцилопочтлі і Тлалоку. Спосіб будівництва, був характерним для послідовних конструкцій, які стояли одна над одною, і було виявлено щонайменше чотири послідовні періоди часу. Сьогодні внутрішня частина піраміди є однією з найбільш збережених внутрішніх споруд. Зовнішні конструкції були зняті, а багато з їхнього каменю використано для будівництва сусідньої церкви, яка датується кінцем 16 століття. У 1962 році архітектор і археолог Едуардо Парейон Морено реконструював і укріпив підвал піраміди, а також перебудував храм, який її увінчує. Хоча така реконструкція, безумовно, не відповідає нинішнім канонам археології, це одн із найкраще збережених зразків цієї культури.

## Музей
З 1961 року функціонує під назвою Музей мексиканської скульптури. Еусебіо Давалос, археолог і власник асьєнди пульке, яка колись прилягала до цього місця і в якій зараз розташований музей. Давалос присвятив частину свого життя збиранню артефактів, які зараз демонструються. Його колекція включає керамічні та кам'яні матеріали з цього та інших місць у зоні впливу Мексики. У музеї також експонується кухня та вітальня в стилі періоду до мексиканської революції.

## Галерея

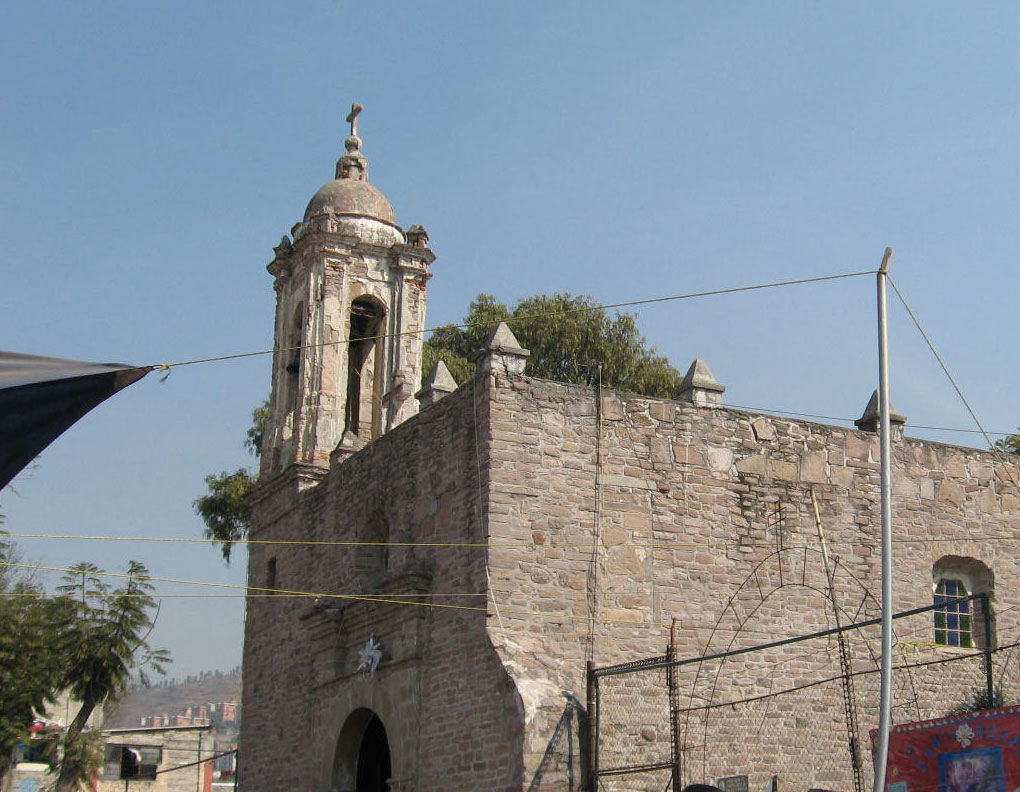
Парафія Санта Чеселія Акатитлан побудована частково з матеріалів зруйнованої піраміди.
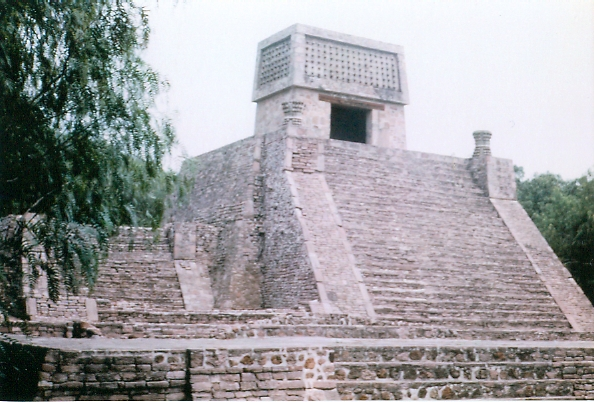
Піраміда
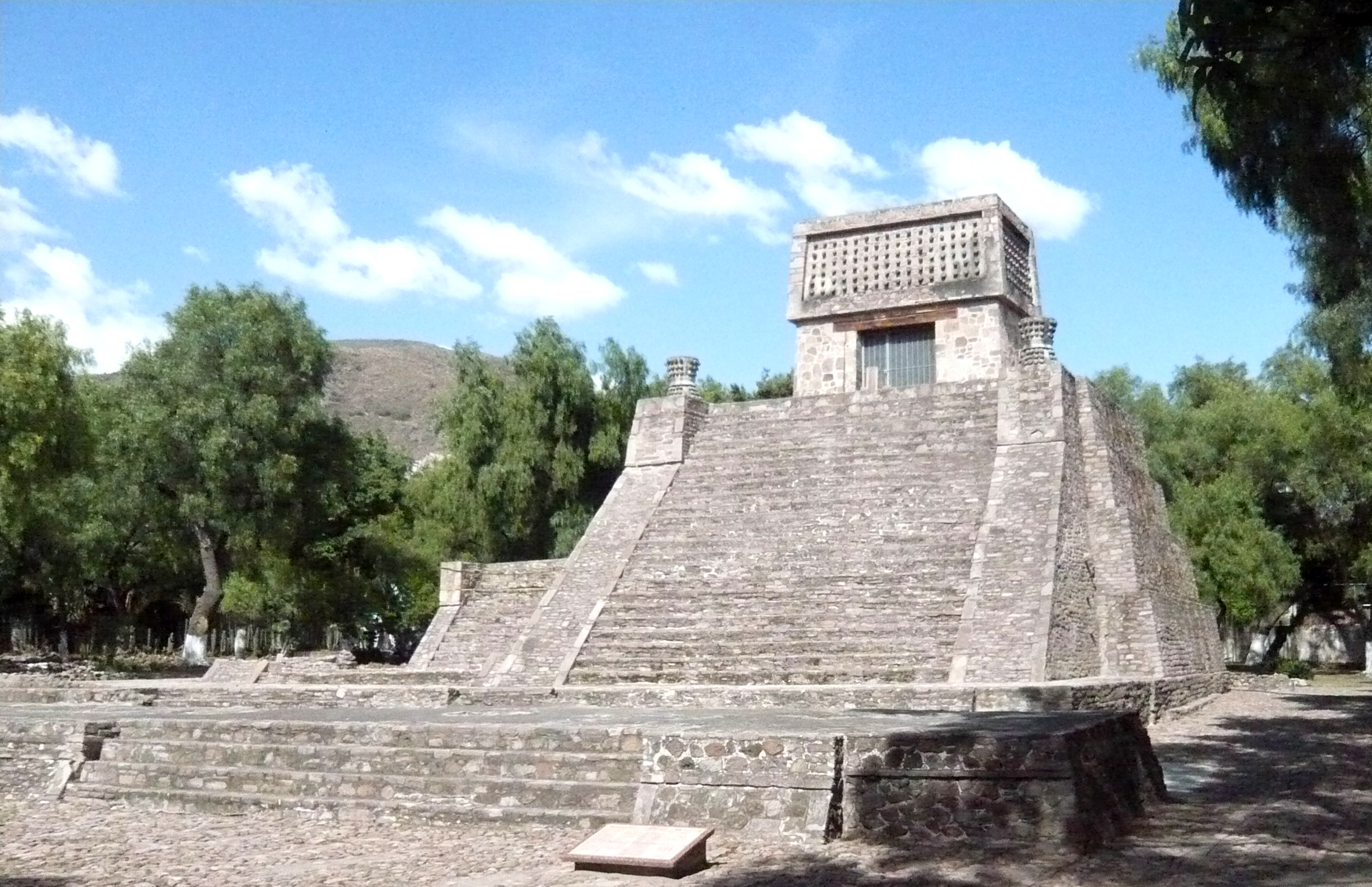
Піраміда Акатитлан